# Borsbeek
 Borsbeek é um município da Bélgica localizado no distrito de Antuérpia, província de Antuérpia, região da Flandres.